# 赤 (ノルウェー)
赤（あか、ノルウェー語 (ブークモール): Rødt、ノルウェー語 (ニーノシュク): Raudt、北部サーミ語: Ruoksat）もしくは赤色党は、ノルウェーの極左政党。2007年3月、労働者共産党及び赤色選挙連合の統合により設立。2023年現在の党首はビョルナール・モクスネス。
地方議会においては11県、66自治体に党所属議員を擁する。アウスト・アグデル県リーセルに唯一の党員市長（クヌート・ヘニング・ティゲセン）が存在する。
2021年9月の総選挙では、過去最高となる得票率4.6%を記録し、ストーティング（国会）に8議席を獲得した。

## 政治的位置
前身の組織である赤色選挙連合及び労働者共産党と同様、大きな政府や大企業の国営化など社会主義経済への移行を目指すと共に富裕層に対する増税を主張。結党以来各種左派団体を吸収合併してきた経緯から、トロツキストやマルクス・レーニン主義者、民主社会主義者や極左寄りの社会民主主義者をはじめ多種多様な分派が存在する。ただ、党としては福祉国家路線の擁護を重点に置いており、2007年以降の世界金融危機に際しては公共部門に数100億ノルウェー・クローネを費やすよう政府に働きかけた。